# Port lotniczy Tabuaeran
Port lotniczy Tabuaeran (ICAO: TNV, ICAO: PLFA) – port lotniczy położony na atolu Tabuaeran, w Kiribati.